# 第18屆金曲獎
由行政院新聞局主辦、台灣電視公司承辦的第18屆金曲獎，於2007年5月4日公佈入圍名單，並首度將「傳統暨藝術音樂類」與「流行音樂類」分開頒獎，流行音樂類頒獎典禮於6月16日在台北市多功能體育館（小巨蛋）舉行。本屆共計有165家有聲出版業者及個人工作室提送482張CD專輯，共8,103件作品參賽。 流行音樂類共有104件作品入圍，角逐22個獎項。

## 評審團
流行音樂作品類：

劉亞文（製作人）／總召集人（兼流行音樂作品類召集人）、李冠樞（MTV台總經理）／資格審委員、林哲儀（DJ）／資格審委員、祝驪雯（KKBOX資深副總）／資格審委員、王海玲（民歌手）、巴奈‧庫穗（巴奈 (柯美黛)，原住民歌手）、邱憲榮（邱晨，創作人）、林昶佐（Freddy，閃靈樂團前團長）、姜雲玉（民族歌謠演唱家）、高子洋（製作人）、徐崇憲（錄音師）、翁孝良（製作人）、郭懿堅（亞洲電台總經理）、張勇強（製作人）、廖婉池（廣播人）、劉衛莉（唱片記者）、韓正皓（製作人）、羅文聰（製作人）、嚴子貿（製作人）
音樂錄影帶組：

李祐寧／召集人、白韻如、林見坪、張秀貞、劉榮凱

## 獎項異動
「傳統暨藝術音樂類」與「流行音樂類」獎項自本屆起分開頒獎。流行音樂專輯製作人獎再次區分為演唱類及演奏類兩項「最佳專輯製作人獎」，並在演唱類獎項新增「最佳單曲製作人獎」。本屆另增設評審團獎，由評審自本屆報名參賽作品中提名，獎勵特殊且值得鼓勵之作品。並增設「票選最受歡迎男（團體）歌手獎」和「票選最受歡迎女（團體）歌手獎」，以票選方式決定得獎者。

## 入圍暨得獎名單
| 以表示得獎者 |

### 演唱類
【出版獎】

#### 最佳原住民語專輯獎
【個人獎】

#### 最佳新人獎
註：安又琪原以艾迴股份有限公司發行的《談情說愛》專輯入圍最佳新人獎，後經新聞局確認曾於2004年發行過個人專輯不符合最佳新人獎之報名規定而遭撤銷入圍資格。

### 演奏類
【出版獎】

#### 最佳專輯獎
【個人獎】

### 票選獎項
觀眾票選最受歡迎男（團體）歌手獎
觀眾票選最受歡迎女（團體）歌手獎
- 票選第一階段自2007年5月10日至5月20日止，初選名單由台灣最大唱片通路5大唱片提供，從2006年銷售最好的前百張專輯，扣除發行兩張專輯以上者、電視原聲帶，選出男、女歌手各35名，包括團體在內都以主唱性別來歸類為男或女歌手[6]。以網路投票分別選出男、女（團體）歌手前十名後，自5月23日至6月15日進行第二階段投票。第二階段投票以網路及簡訊投票進行，第一階段獲得票數不列入計算。6月16日頒獎典禮正式公布結果，並頒獎座（無獎金）給最高票者。[7][8]

| 第二階段票選結果 | 第二階段票選結果 | 第二階段票選結果 | 第二階段票選結果 | 第二階段票選結果 | 第二階段票選結果 | 第二階段票選結果 | 第二階段票選結果 | 第二階段票選結果 |
| 名次             | 男（團體）歌手獎 | 男（團體）歌手獎 | 男（團體）歌手獎 | 男（團體）歌手獎 | 女（團體）歌手獎 | 女（團體）歌手獎 | 女（團體）歌手獎 | 女（團體）歌手獎 |
| 名次             | 歌手             | 網路票數         | 簡訊票數         | 總票數           | 歌手             | 網路票數         | 簡訊票數         | 總票數           |
| ---------------- | ---------------- | ---------------- | ---------------- | ---------------- | ---------------- | ---------------- | ---------------- | ---------------- |
| 1                | 羅志祥           | 71,728           | 3,156            | 74,884           | 蔡依林           | 89,269           | 3,493            | 92,762           |
| 2                | 五月天           | 64,301           | 3,283            | 67,584           | S.H.E            | 84,094           | 5,370            | 89,464           |
| 3                | TANK             | 25,025           | 1,967            | 26,992           | 梁靜茹           | 16,719           | 824              | 17,543           |
| 4                | 飛輪海           | 24,247           | 1,312            | 25,559           | 孫燕姿           | 14,362           | 907              | 15,269           |
| 5                | 王力宏           | 12,884           | 738              | 13,622           | 蕭亞軒           | 13,554           | 553              | 14,107           |
| 6                | 蘇打綠           | 12,775           | 615              | 13,390           | 何耀珊           | 11,580           | 392              | 11,972           |
| 7                | 曹格             | 11,993           | 860              | 12,853           | Twins            | 6,622            | 305              | 6,927            |
| 8                | 陶喆             | 11,808           | 514              | 12,322           | 張惠妹           | 5,700            | 661              | 6,361            |
| 9                | 蔡旻佑           | 10,859           | 292              | 11,151           | 楊丞琳           | 5,840            | 355              | 6,195            |
| 10               | 周杰倫           | 7,345            | 397              | 7,742            | 卓文萱           | 5,109            | 268              | 5,377            |

## 頒獎典禮
本屆頒獎典禮於2007年6月16日舉行，星光大道由季芹、Linda主持，陶晶瑩與侯佩岑搭檔主持的頒獎典禮於晚間7點在臺北小巨蛋正式開始。本屆主題「mii」代表「Music is international」，也有遊戲機Wii的涵義。

### 頒獎嘉賓
| 頒獎人                 | 頒發獎項                                              |
| ---------------------- | ----------------------------------------------------- |
| 手越增田、張韶涵       | 最佳作曲人獎 最佳編曲人獎                             |
| 包小松、包小柏、黃舒駿 | 最佳新人獎 最佳作詞人獎                               |
| 陳明章、謝宇威         | 最佳客語歌手獎 最佳客語專輯獎                         |
| 謝志偉                 | 特別貢獻獎 文化傳播專業獎章                           |
| Super Junior           | 最佳演唱組合獎 演奏類最佳專輯獎                       |
| 張震嶽、范曉萱         | 觀眾票選最受歡迎男（團體）歌手獎 最佳樂團獎           |
| 倉木麻衣、羅志祥       | 觀眾票選最受歡迎女（團體）歌手獎 最佳音樂錄影帶導演獎 |
| 林夕、陳珊妮           | 演唱類最佳單曲製作人獎 演奏類最佳專輯製作人獎         |
| 鄭進一、陳盈潔         | 最佳台語男歌手獎 最佳台語女歌手獎 最佳台語專輯獎      |
| 王宏恩、紀曉君         | 最佳原住民歌手獎                                      |
| 張信哲 、MC HotDog     | 最佳年度歌曲獎                                        |
| 黃立行、楊丞琳         | 最佳原住民專輯獎 演唱類最佳專輯製作人獎               |
| 伍佰、蔡依林           | 最佳國語男歌手獎                                      |
| 溫拿五虎               | 最佳國語女歌手獎                                      |
| 江蕙、張惠妹           | 最佳國語專輯獎                                        |

### 表演節目
| 表演嘉賓                | 演出主題            | 演出內容                                                                    |
| ----------------------- | ------------------- | --------------------------------------------------------------------------- |
| 蔡依林                  | 舞精靈 究極舞境     | 〈舞孃〉                                                                    |
| 林生祥 大竹研           | 樹精靈 潔淨之風     | 林生祥〈種樹〉                                                              |
| 手越增田                | 湯精靈 味噌之舞     | 〈味噌湯〉 〈KISS～回家路上的情歌～〉                                       |
| MC HotDog 蘇打綠 張韶涵 | 黯黑精靈 三國讚不戰 | MC HotDog〈哈狗幫〉 張韶涵〈潘朵拉〉 蘇打綠〈小情歌〉 MC HotDog〈我愛台妹〉 |
| 倉木麻衣                | 白精靈 治癒之光     | 〈Secret Of My Heart〉                                                      |
| 伍佰 & China Blue       | 海精靈 伍佰魔力     | 〈飲者之歌〉 〈心酸酸〉 〈心心相愛〉 〈妳是我的花朵〉                       |
| 蔡琴                    | 時空精靈 音樂幻境   | 〈不了情〉 〈被遺忘的時光〉 〈恰似你的溫柔〉                                |
| Super Junior            | 花精靈 啦啦應援團   | 〈U〉 〈Miracle〉                                                           |
| 溫拿五虎                | 不老精靈 音樂善純   | 〈L-O-V-E Love〉 〈追趕跑跳碰〉 〈Sha La La La〉                            |

## 爭議
- 本屆金曲獎增設「觀眾票選最受歡迎男女（團體）歌手獎」，原本承辦單位「東風」、「圓頂」註明此獎為「正式獎項」，但因爭議過多、備受網友質疑，在與新聞局的討論之下決定刪掉「正式」兩字。承辦單位強調該獎項意義在於重視網路民意、鼓勵人氣歌手，不過由於未經過評審評選，不屬於金曲獎正式的獎勵範圍，獲獎者雖然可獲獎座，但沒有獎金，還會明確註明是「觀眾網路票選獎」。而該獎項的票選活動自5月10日起跑，16日即有網友發現票選機制不嚴謹，許多歌手的票數一夜之間增加2、3千張，有「灌票」之嫌疑，建議新聞局應該把這個新增的獎項取消。[12]該獎項之後也僅存在本屆金曲獎。

- 以《種樹》獲得「演唱類最佳客語歌手獎」和「演唱類最佳客語專輯獎」的林生祥，上台發表感言時，表示音樂獎應以音樂類型作為分類，而非種族語言，因而拒領獎座，並將獎金平均捐贈給美濃種樹團隊、美濃社區報「月光山」雜誌、報導有機作物的「青芽兒」雜誌，以及「白米炸彈犯」楊儒門。[13] 現場支持者高舉「支持台灣農業」標語呼應。

- 本屆頒獎典禮發生尚未頒發獎項，在場入圍者卻已提前知道本身並未得獎的「得獎名單外流事件」。[14]

## 外部連結
- 第18屆金曲獎入圍名單 （页面存档备份，存于），文化部影視及流行音樂產業局.2007-06-04
- 第18屆金曲獎得獎名單 （页面存档备份，存于），文化部影視及流行音樂產業局.2007-06-04
- 第18屆金曲獎 @ Wikia 中文台